# ヒドロキノン
ヒドロキノン（英: hydroquinone）は、二価フェノールである。特に美容ではハイドロキノンと表記されることが多い。ヒドロキノンの名称はこの化合物がp-ベンゾキノンの還元によって得られたことから来ている。写真の現像に用いられる。美容では皮膚の美白に利用されるが、頻繁な副作用について医学的な監督が必要で法的な規制や安全性の議論がある。ヒドロキシ基の位置が異なる異性体として、カテコール (1,2-体）、レゾルシノール (1,3-体）がある。

## 性質
ヒドロキノンの常圧での融点は172 ℃、沸点は287 ℃であり、常温常圧では無色の固体として存在する。水にもエーテルにも可溶。動物実験などにおいてはフェノールと同様に変異原性が認められている。
還元力が強く、ヒドロキノンは容易に酸化されてp-ベンゾキノンとなる。

## 用途
合成や写真の現像において還元剤として用いられる。また重合防止剤及びその原料、染料の原料、ゴムの酸化防止剤原料、エンジニアリングプラスチック原料、農薬原料等としても利用されている。ヒドリドを放出してベンゾキノンとなることができるため、ヒドリド源としても用いられる。
医薬部外品として美白剤として処方されている（後述）。

## 合成法
主に、フェノールの酸化により製造される。
酸化剤として過酸化水素、触媒にベータゼオライト (H-BEA)、助触媒にジエチルケトンを用い、フェノールを酸化する。この際ヒドロキノンと共にカテコールが併産される。H-BEA をアルカリ土類金属でイオン交換することにより選択性が改善する。環境負荷の少ない過酸化水素を酸化剤に用いたヒドロキノン合成プロセスという点ではUBEによりすでに実用化されていたが、ここで紹介した反応法は、それをさらに改善するための研究で発見されたものである。
過硫酸カリウムを用いるエルブス過硫酸酸化も、フェノールからヒドロキノンを得る一手法である。
p-ベンゾキノンを亜硫酸などの適当な還元剤により還元することによっても得られる。

## 製造者
生産能力の大きい順にローディア（仏）、三井化学、イーストマンケミカル（米）、ボレガード、射陽化工（中）が主な製造者である。

## 美容分野でのヒドロキノン（ハイドロキノン）
外用薬ではハイドロキノンと呼ばれることのほうが多い。ヒドロキノンは、その強力な漂白作用を利用したもので、シミ取り剤として皮膚科などで処方されるほか、薬局などでヒドロキノン配合の軟膏・クリーム等が市販されている。市販のヒドロキノン剤は通常2%-4%程度の濃度のものが多い。アメリカ食品医薬品局 (FDA) による規制では、2%以上の濃度は医師の監督下により処方されている。これら製品の使用中および使用後は日焼け止めの使用や、肌を守るための衣服の着用が勧められている。
トレチノイン（レチノイドの一種）とステロイド外用薬が配合されたハイドロキノン含有クリームも米国で承認されている。肝斑に対する比較研究では、ハイドロキノンとコウジ酸含有クリームにステロイド含まない方が効果が高い（この試験ではコウジ酸単体の方がこれにステロイドを足すより効果が高い）。ハイドロキノンは肝斑など色素沈着を減少させるために伝統的に使われてきたが、広い使用を制限されているため、ハイドロキノンよりも優れている代わりになる薬剤が必要とされている。後述する副作用や発がん性の懸念から、他の成分を使った製品が市場に増加してきた。
東京工業大学と新潟薬科大学の研究グループによりヒドロキノンとセタルコニウムクロリド（benzylcetyldimethylammonium chloride、BCDAC）などの界面活性剤との結晶性分子錯体が開発され、その錯体中でヒドロキノンの安定性が向上しかつ徐放性を持たせられた。酸化・変質しにくい性質を利用して「新型ハイドロキノン」「安定型ハイドロキノン」などの名称で化粧品などに配合されている。

## 副作用
アレルギー性の接触性皮膚炎を起こすことがある。「化粧品の安全性評価に関する指針2001」などに準拠して試験し、ハイドロキノンには一次刺激性があり、安定型ハイドロキノンには一次刺激性はない。
ハイドロキノンの外用薬は経時変化のような後遺症を予防するために継続的な3-6か月の使用の後、使用しない期間を設ける必要がある。複数の研究で組織の褐変症の発生が報告された。2%濃度の外用薬を長期的に使用した場合でも、1980年代以降、褐変症が報告されており、高濃度が原因となるかそうではないのかの議論は2012年でも継続されている。
ハイドロキノンをその治療システムの中に取り入れてきた、ゼイン・オバジも、2013年には4%濃度までが推奨され、長期的なハイドロキノンの使用によって重度のリバウンド性の色素沈着を起こすとし、2015年には注意喚起のためにハイドロキノンフリーの製品を出している。またオバジによれば、アフリカ系の人々に褐変症が多いため長期的な使用が原因だと考えられてきたが、ハイドロキノン使用歴のある白人、アジア人でも経時変化である褐変症が見られ、ハイドロキノンが光感受性を増加させているためだとしている。
ハイドロキノンはメラニンを生成する酵素チロシナーゼの反応を阻害するというよりも、メラニン細胞（メラノサイト）に対する毒性を通して作用している。メラニン細胞を傷つけずに、チロシナーゼに選択的に作用するような他の成分が探索されてきた。ハイドロキノンモノベンジルエーテル（モノベンゾン）は色素脱失を引き起こす特徴を利用し、既に白斑が広範囲の場合に、色素の脱失を完遂させるために使われる。2017年のレビューでは、ハイドロキノンが白斑を誘発するかという明確な関係ははっきりしておらず、おそらく安全に使用できるとされている。
2014年のレビューでは、それまでハイドロキノンによる色素脱失の報告はアフリカ系の人に限られていたが、フィッツパトリックのスキンタイプのIIIとIVでの報告があり、2%か4%のハイドロキノンを半月から半年使用した後に使用中止し、中止後1-2か月で生じている。このレビューの著者は、永久的な色素脱失はハイドロキノンの潜在的な副作用のひとつであることを医師は患者に開示し、すべての市販のハイドロキノン含有製品の注意書きとすることを推奨している。日本では2014年以降、製造販売業者が製品の特性を考慮して、「色抜け（白斑）や黒ずみ」の注意書きを行っている。安全性が確立されているとは言い難く、販売業者、処方する医師は責任を負わなければならない。
またオバジによれば耐性の問題があり、4%濃度のハイドロキノンを使用して4-5か月後には肌の色の改善が止まることがあり、特にメラニンが過剰な部位のメラニン細胞がハイドロキノンへの耐性を持つため、正常な部位の改善が続くことで、色素沈着の状況が悪化する。このため、オバジは、4-5か月の使用後には2-3か月の休止期間を推奨している。そして、これ以上の濃度でも色素沈着改善の大きな結果、早い結果はないが、アレルギー、色素沈着、耐性や経時変化の問題が大きくなることがある。ステロイドも含有する製品を長期に使用した場合、炎症ではないシミには効果が出ないし、毛細血管拡張や皮膚萎縮、当初よりも強い色素沈着を起こすため、医薬品のラベルに従って5-7日以上使用すべきではない。

## 危険性
世界保健機関 (WHO) の外部機関である国際がん研究機関 (IARC) の発がん性リストでは、1977年にグループ3(ヒトに対する発がん性は分類できない)に分類した。1996年にWHOから『ハイドロキノン―健康と安全性ガイド』のレポートが出され、写真の現像に使う場合、摂取により嘔吐・下痢、皮膚に繰り返し接触することで脱色素斑、アレルギー性接触皮膚炎が起こる可能性、空気中では目の刺激、角膜の変色、失明が起こる可能性があるとした。
2006年のアメリカ食品医薬品局 (FDA) による美白剤の店頭販売の状況に関するレポートでは、ラットにおける動物実験では腫瘍による腫れ、甲状腺癌、赤血球大小不同症、白血病、肝細胞腺腫、腎癌などの発生率上昇が認められたとしている。2016年まででもハイドロキノンは、DNA損傷や免疫抑制反応を起こす可能性があるが、結果は矛盾しており発がん性物質には分類されていない。
2019年、イングランドとウェールズの地方自治体協議会は、ハイドロキノンを含む美白クリームについて「ペンキの剥離剤と同じ作用があり、がんのリスクを増大させる」「肝臓や腎臓にダメージを与える恐れもある」として、消費者に使用しないことを勧告している。
輸送に際して、国連の分類では軽度の危険性を示すIIIグループで、欧州では有害物質の表示義務は、摂取で有害、小児の手の届かない場所へ保管、皮膚や目との接触を避ける、保護メガネを使用する。

## 法的規制
1996年のWHOの『ハイドロキノン―健康と安全性ガイド』では含有クリームの店頭販売の制限が推奨されるとした。
米国では、2%以下の濃度では店頭にて販売でき、4%以上は処方箋が必要となっており、これはさらなる調査が保留状態となっているためである。2006年8月29日、アメリカ食品医薬品局(FDA)は発癌性への懸念があるとして、アメリカ国内での一般用医薬品への店頭販売禁止を提案したこともある。ニューヨーク州、マサチューセッツ州、ニューハンプシャー州、モンタナ州、テキサス州では禁止されている。
ヨーロッパの多くの国で人体への使用が禁止されている。
日本で2%までの配合が厚生労働省により許可されている。過去にハイドロキノンモノベンジルエーテルによる白斑が起こり、ハイドロキノンの使用は認可されてこなかった。法改正によって2001年より使用が許可されている。それ以前は病院での院内調剤によって使用されてきた。
2019年に、東アフリカ立法会議は、ハイドロキノンを含む美容物質の製造と輸入禁止のための条約の制定を可決した。
2010年代に副作用の懸念からコートジボワールでは2%以上を禁止し、ルワンダとガーナではハイドロキノンの添加を禁止した。